# Capcom Classics Collection
Capcom Classics Collection es una recopilación de juegos de arcade lanzada por Capcom para la consola PlayStation 2 y Xbox el 27 de septiembre de 2005. Ha sido desarrollado por Digital Eclipse Software (ahora Backbone Entertainment). Un segundo volumen, Capcom Classics Collection vol. 2 fue lanzado el 14 de noviembre de 2006, para PlayStation 2 y Xbox.
Dos recopilaciones de mano, Capcom Classics Collection Remixed y Capcom Classics Collection Reloaded fueron lanzados el 22 de marzo y 24 de octubre de 2006, respectivamente, en la PlayStation Portable. Una recopilación de Game Boy Advance, Capcom Classics Mini Mix, lanzado el 19 de septiembre de 2006.

## Lista de videojuegos por volumen

### Volumen 1
1. 1942
2. 1943: The Battle of Midway
3. 1943 Kai
4. Bionic Commando
5. Commando
6. Exed Exes
7. Final Fight
8. Forgotten Worlds
9. Ghosts'n Goblins
10. Ghouls'n Ghosts
11. Gun.Smoke
12. Legendary Wings
13. Mercs
14. Pirate Ship Higemaru
15. Section Z
16. SonSon
17. Street Fighter II
18. Street Fighter II': Champion Edition
19. Street Fighter II' Turbo: Hyper Fighting
20. Super Ghouls'n Ghosts
21. Trojan
22. Vulgus

### Volumen 2
1. 1941: Counter Attack
2. Avengers
3. Black Tiger
4. Block Block
5. Captain Commando
6. Eco Fighters
7. King of Dragons
8. Knights of the Round
9. Last Duel
10. Magic Sword
11. Mega Twins
12. Quiz & Dragons: Capcom Quiz Game
13. Side Arms Hyper Dyne
14. Street Fighter
15. Strider
16. Super Street Fighter II Turbo
17. The Speed Rumbler
18. Three Wonders
19. Tiger Road
20. Varth: Operation Thunderstorm

## Versiones portátiles
Remixed y Reloaded contienen los mismos juegos que los de consola. Reloaded para PSP contiene 16 juegos de la alineación de Capcom Generations, más Knights of the Round, Eco Fighters y The King of Dragons. Remixed para PSP contiene el resto de los juegos de las versiones de consola del vol. 1 y 2.

### Capcom Classics Collection: Reloaded
1. 1942
2. 1943
3. 1943 Kai
4. Commando
5. Eco Fighters
6. Exed Exes
7. Ghosts'n Goblins
8. Ghouls'n Ghosts
9. Super Ghouls'n Ghosts
10. Gun.Smoke
11. The King of Dragons
12. Knights of the Round
13. Mercs
14. Pirate Ship Higemaru
15. SonSon'
16. Street Fighter II
17. Street Fighter II: Champion Edition
18. Street Fighter II: Hyper Fighting
19. Vulgus

### Capcom Classics Collection: Remixed
1. 1941: Counter Attack
2. Avengers
3. Bionic Commando
4. Black Tiger
5. Block Block
6. Captain Commando
7. Final Fight
8. Forgotten Worlds
9. Last Duel
10. Legendary Wings
11. Magic Sword
12. Mega Twins
13. Quiz & Dragons
14. Section Z
15. Side Arms: Hyper Dyne
16. The Speed Rumbler
17. Street Fighter
18. Strider
19. Three Wonders
20. Varth

### Capcom Classics Mini-Mix
Capcom Classics Mini Mix para Game Boy Advance no contiene ninguno de los juegos arcade. En su lugar, incluye tres juegos de NES como: Strider, Bionic Commando y Mighty Final Fight.

### Capcom Arcade
Capcom Arcade es una recopilación similar a Capcom Classics Collection y se lanzó para IOS en el año 2011, contiene 11 juegos de arcade y son:
1. 1942
2. 1943
3. Commando
4. Final Fight
5. Ghosts'n Goblins
6. Ghouls'n Ghosts
7. Magic Sword
8. Street Fighter II
9. Street Fighter II: Champion Edition
10. Street Fighter II: Hyper Fighting
11. Super Puzzle Fighter 2 Turbo